# Sinfonía n.º 4 (Mahler)

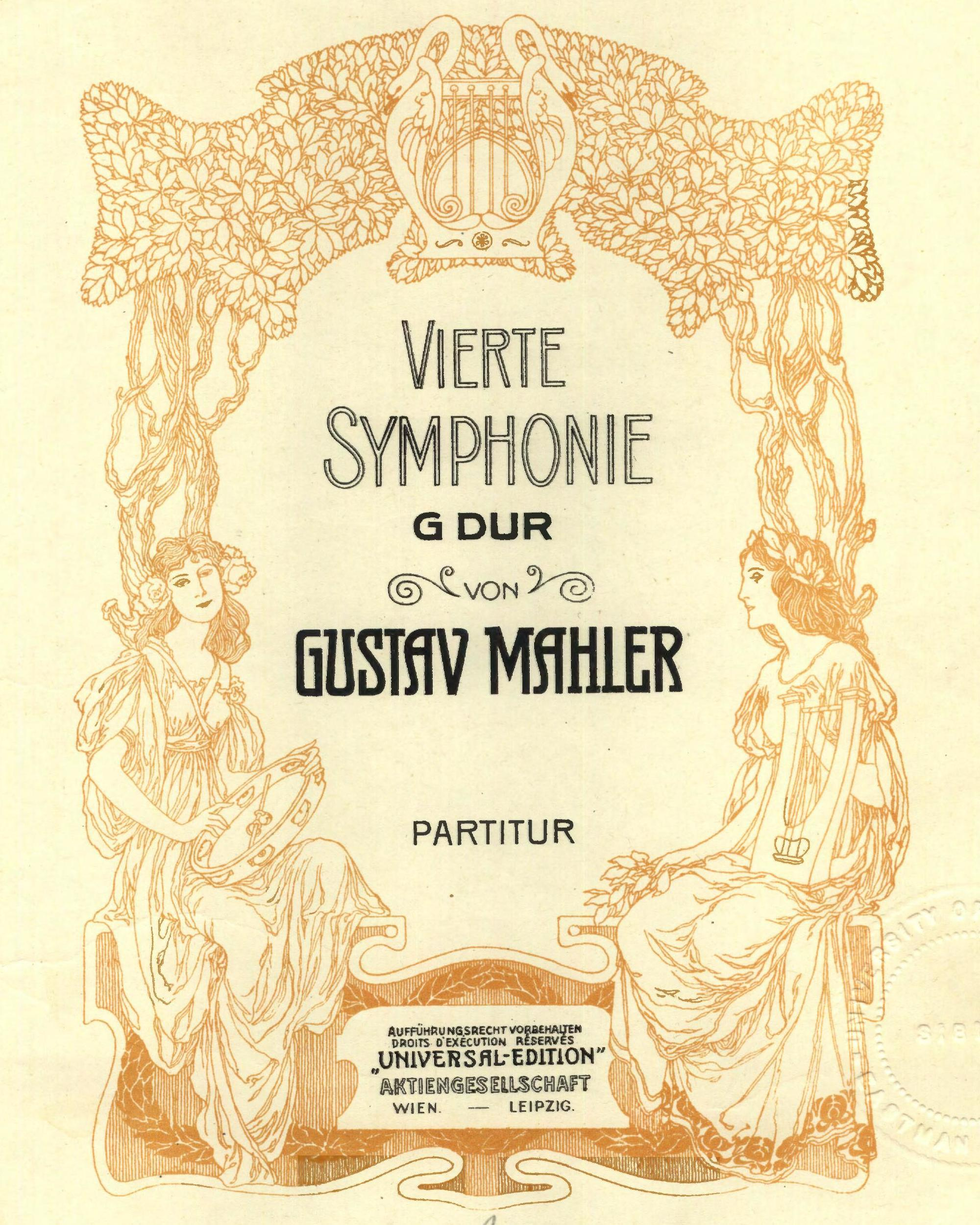
Partitura de la Sinfonía n.º 4.

La Sinfonía n.º 4 de Gustav Mahler fue compuesta entre julio de 1899 y agosto de 1900, y estrenada en Múnich en noviembre de 1901.

## Historia

### Composición

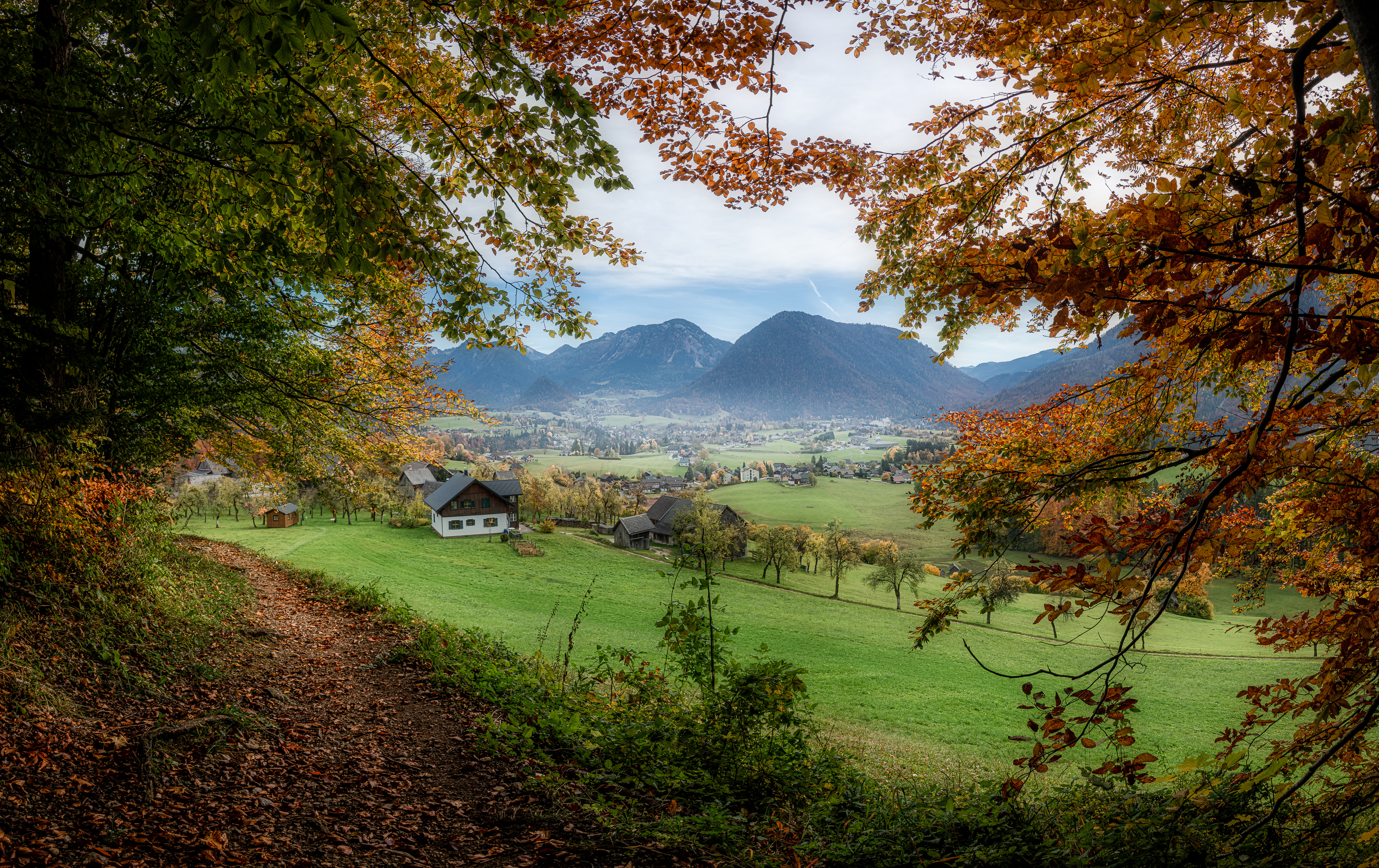
Bad Aussee. Foto de Bernd Thaller

Su composición llevó bastante tiempo: el cuarto movimiento Das himmlische Leben (La vida celestial) se retoma del quinto lied del Des Knaben Wunderhorn escrito en 1892. Este movimiento debía formar parte, en un principio, de la Sinfonía n.º 3. Mahler decidió, entonces, hacer de este el final de su cuarta sinfonía y concibió los tres primeros movimientos en función del que ya tenía. Su composición comenzó durante las vacaciones del verano de 1899, tomadas tras dos años de trabajo continuo como director de la ópera de Viena, lo que le había impedido componer hasta entonces. Reemprendió la composición en el verano de 1900, concluyendo la partitura en tres semanas.
La Cuarta Sinfonía de Gustav Mahler es la última de las tres sinfonías de Wunderhorn del compositor (las otras son su Segunda y Tercera Sinfonía). Estas obras incorporaron temas que se originaron en Des Knaben Wunderhorn (El cuerno mágico de la juventud) de Mahler, un ciclo de canciones que contiene poemas de la colección de poesía popular del mismo nombre. El núcleo de la Cuarta Sinfonía es una canción anterior, "Das himmlische Leben" ("La vida celestial"), con texto de Des Knaben Wunderhorn pero no incluida en el ciclo de canciones de Mahler. Mahler consideró la canción tanto la inspiración como el objetivo de la Cuarta Sinfonía, llamándola la "clave del edificio". Se escuchan fragmentos de ella en los primeros tres movimientos antes de ser cantada en su totalidad por la soprano solista en el cuarto movimiento.
Mahler completó "Das himmlische Leben" en 1892. como parte de una colección de cinco Humoresken (Humoresques) para voz y orquesta Adaptó el texto de "Das himmlische Leben" de la canción popular bávara original "Der Himmel hängt voll Geigen" ("El cielo está lleno de violines" o "El mundo a través de lentes color de rosa") de Des Knaben Wunderhorn. El poema describe escenas y personajes de la visión del cielo de un niño. En 1895, Mahler consideró usar la canción como el sexto y último movimiento de su Tercera Sinfonía. Si bien se pueden encontrar restos de "Das himmlische Leben" en los movimientos primero, cuarto y quinto de la Tercera sinfonía, incluida una cita de la canción en "Es sungen drei Engel" del quinto movimiento ("Tres ángeles cantaban"), Mahler finalmente decidió retirar la canción de la obra. En cambio, optó por utilizar la canción como final de una nueva sinfonía, su Cuarta. En consecuencia, existen conexiones temáticas y programáticas particularmente fuertes entre la Tercera y la Cuarta a través de "Das himmlische Leben", aunque el compositor también se dio cuenta de que la Cuarta estaba estrechamente relacionada con su Primera y Segunda Sinfonías también. Natalie Bauer-Lechner describe la Cuarta Sinfonía como la conclusión de la "tetralogía perfectamente autónoma" de las primeras cuatro sinfonías de Mahler: la Primera describe el sufrimiento y el triunfo heroicos; la Segunda explora la muerte y la resurrección; la tercera contempla la existencia y Dios; y la Cuarta, como extensión de las ideas de la Tercera, explora la vida en el cielo.
Según la sinopsis de la sinfonía de Paul Bekker de 1921, Mahler hizo un boceto de programa titulado Sinfonie Nr. 4 (Humoreske) que tiene la siguiente forma de seis movimientos:
- Die Welt als ewige Jetztzeit (El mundo de ahora como eterno) – sol mayor
- Das irdische Leben (La vida terrenal) – mi bemol menor
- Caritas – Adagio en si mayor
- Morgenglocken (Campanas matutinas) – fa mayor
- Die Welt ohne Schwere (El mundo sin gravedad) – Scherzo en re mayor
- Das himmlische Leben (La vida celestial) – sol mayor

El boceto indica que Mahler planeó originalmente que la Cuarta Sinfonía tuviera tres movimientos puramente sinfónicos (primero, tercero y quinto) y tres canciones con orquesta: "Das irdische Leben" (compuesta c. 1893 como una canción de Des Knaben Wunderhorn), "Morgenglocken " (completado en 1895 como "Es sungen drei Engel" de la Tercera Sinfonía) y "Das himmlische Leben". Sin embargo, la sinfonía se modificaría hasta que solo el primer y el último movimiento del programa se realizaran como sus respectivos movimientos en la forma final de la sinfonía, dando como resultado una Cuarta Sinfonía de longitud sinfónica normal (alrededor de 45 minutos) a diferencia de las sinfonías anteriores significativamente más largas del compositor.
Durante las vacaciones de verano de 1899 de Mahler en Bad Aussee, la Cuarta Sinfonía, en palabras de Bauer-Lechner, "cayó en su regazo justo a tiempo" a finales de julio. Las vacaciones sirvieron como la única oportunidad de Mahler durante todo el año en que tenía libertad para componer, pero su productividad hasta entonces se vio obstaculizada por el mal tiempo y por escuchar lo que él llamó la "música espantosa de balneario". Cuando las vacaciones se acercaban a su fin, Mahler trabajó en la sinfonía durante diez días, durante los cuales redactó "aproximadamente la mitad" de los tres movimientos instrumentales y esbozó las variaciones del tercer movimiento, Adagio, según Bauer-Lechner. Mahler terminó el Cuarto durante sus vacaciones de verano en Maiernigg al año siguiente; después de otro episodio de improductividad durante ese verano, Mahler finalmente encontró su ritmo de trabajo y completó la Partiturentwurf (primera partitura orquestal completa) de la sinfonía el 5 de agosto de 1900. Bauer-Lechner informa que estaba "profundamente molesto por haber perdido una parte tan importante de su vida" al componer la obra.
Más tarde ese año, durante las vacaciones de Navidad, Mahler revisó el segundo movimiento, Scherzo y finalizó su orquestación el 5 de enero de 1901. Aunque Mahler publicó sus programas para la Primera y Segunda sinfonías, se abstuvo de publicar un programa para la Cuarta. En palabras del musicólogo James L. Zychowicz, Mahler pretendía que "la música existiera por sí misma". Mahler también se opuso a dar títulos a los movimientos de la sinfonía, a pesar de haber "ideado algunos maravillosos", porque no quería que los críticos y el público "los malinterpretaran y distorsionaran de la peor manera posible".

### Estreno
El estreno se celebró el 25 de noviembre de 1901 en Múnich, con la Orquesta Kaim (predecesora de la actual Filarmónica de Múnich) y la soprano Margarete Michalek bajo la dirección del propio compositor, con relativamente poco éxito. En octubre de 1904 la sinfonía se interpretó por primera vez en Ámsterdam, con la Orquesta del Concertgebouw. Según las memorias de Alma Mahler, esa noche la sinfonía se interpretó dos veces, una dirigida por Mahler y otra por el director del Concertgebouw, Willem Mengelberg. Durante los dos años siguientes la sinfonía se interpretó en Estados Unidos y en Gran Bretaña.

## Instrumentación
La partitura está escrita para una orquesta formada por:
- Viento madera: 4 flautas (la 3ª y 4ª doblan al flautines 1 y 2), 3 oboes (el 3º dobla al corno inglés), 3 clarinetes (el 2º dobla al requinto; el 3º dobla al clarinete bajo), 3 fagotes (el 3º dobla al [contrafagot]).
- Viento metal: 4 trompas en fa, 3 trompetas en fa y en si bemol.
- Percusión: timbales, Bombo, platillos, cascabeles, triángulo, tam-tam, glockenspiel.

- Cuerda: arpa y una sección de cuerdas con violines I y II, violas, violonchelos y contrabajos.
- Voces: soprano solista.

De forma excepcional con respecto al resto de las obras orquestales de Mahler, la orquestación no requiere la participación de trombones y tuba, y el contingente de los instrumentos de viento metal es del tamaño habitual en la orquesta sinfónica del siglo XIX (cuatro trompas y tres trompetas). Sin embargo, la obra tiene una importante participación de los instrumentos de viento madera y la sección de percusión está particularmente nutrida. Para el segundo movimiento el concertino debe interpretar su parte en un violín con scordatura, afinado un tono por encima de lo habitual (la-mi-si-fa#). En cualquier caso, el tamaño de la orquesta es bastante más reducido que en las tres sinfonías anteriores del autor. 

## Estructura y análisis
La sinfonía consta de cuatro movimientos:
- I. Bedächtig, nicht eilen (Prudente, sin acelerar)
- II. In gemächlicher Bewegung, ohne Hast (Cómodamente impulsivo, sin prisa)
- III. Ruhevoll, poco adagio (Tranquilo, poco adagio)
- IV. Sehr behaglich (Muy cómodo)

La interpretación de esta obra dura aproximadamente 50 minutos, siendo una de las sinfonías más breves de Mahler. Se trata de una de sus obras más notables. La música es lírica y cercana, en cuanto al estilo de las formas clásicas, bien lejos de las composiciones más dramáticas que la preceden y que la suceden. Es la última de las tres sinfonías que ponen música a poemas de la colección Des Knaben Wunderhorn de Clemens Brentano y Achim von Arnim. Mahler describe las tres sinfonías como relacionadas en términos de contenido. Sin embargo, las dos sinfonías anteriores del ciclo Wunderhorn (2ª y 3ª sinfonías) difieren mucho en forma de la 4ª sinfonía. Esta es mucho más corta, se adhiere a la forma clásica de cuatro movimientos y requiere una orquesta más pequeña. Los críticos se refieren a ella, a menudo, como la sinfonía clasicista de Mahler. A diferencia de sus predecesoras, apuesta por una nueva sencillez que, sin embargo, no se basa en Haydn o Mozart, por lo que el nombre de "clásica" en realidad no es apropiado. Más bien, la obra representa un alejamiento del patetismo del romanticismo tardío. A este respecto, la obra ya apunta a la época musical de la Nueva Música y al propio estilo tardío de Mahler. Con la 5ª sinfonía, se manifiesta la salida hacia nuevos estándares que comenzó en la 4ª sinfonía. La 4ª sinfonía en particular remite en algunos puntos a la 9.ª sinfonía de Mahler, que representa el inicio definitivo de una nueva época musical. El mismo Mahler escribió acerca de su 9.ª sinfonía que “está mejor situada junto a la Cuarta”. En realidad, hay algunas similitudes en el contenido de las dos obras. En estas sinfonías se musicaliza el tema de la “despedida” y el paso de la vida terrenal a la celestial. Ambas sinfonías también contienen un scherzo de humor grotesco, que es típico del lenguaje musical de Mahler y que se inspiró en su lectura de Jean Paul. El violín solista se afina un tono para que suene como un "violín de los muertos". Toda la cuarta sinfonía yuxtapone provocativamente lo inquietante y lo alegre en un proceso dialéctico. La ambigüedad del quebrantamiento en el curso del mundo por un lado y el idilio por el otro es impresionantemente audible. Esto conduce a la caricatura de ambos mundos y hace plausible la caracterización de Adorno de la música "como un todo desde la primera hasta la última nota".
El texto de la canción en la que se basa el final, que a Mahler le parece puerilmente ingenuo, se opone constantemente a la forma de expresión musical. Esto sucede, por ejemplo, a través del grotesco Scherzo o las partes lastimeras del Adagio, que es uno de los movimientos lentos más íntimos y sublimes de Mahler. Alcanza una enorme profundidad de sentimiento sin soportar el patetismo del Adagio de la Tercera Sinfonía. Aquí, también, apunta al estilo compositivo cambiante de Mahler. Sin embargo, lo que llama especialmente la atención sobre la concepción de la 4ª sinfonía son los fuertes vínculos temáticos entre los cuatro movimientos y el único enfoque de los eventos musicales hacia el movimiento final. En un grado tan fuerte, este enfoque es único en las sinfonías de Mahler.
En el primer movimiento se oyen campanillas y temas del carácter de danzas campesinas. Al final del desarrollo, que cambia la tonalidad a Mi menor, "progresa" a La mayor (tema de las flautas), hasta el clímax, en el que la tonalidad es la de Do mayor. En ese clímax se oye la llamada de la trompeta del tema principal de la Quinta como un elemento de contraste y distorsión, con el que Mahler nos recuerda que no estamos oyendo una versión más moderna de una sinfonía de Haydn o de Eine kleine Nachtmusik. El movimiento, en forma sonata, termina con la recapitulación, tanto temática como de ambiente, de la primera parte (Sol mayor).
El segundo movimiento, que hace las veces de scherzo, es una "danza de la muerte" ternaria, en la que un violín afinado un tono más alto va desgranando los temas, con esa ironía y ese sarcasmo tan caros a Mahler. Tonalmente juega con el Si bemol, y el episodio que funciona como Trío, en Fa mayor (más una repetición en Re mayor), encomendado al clarinete y al fagot como instrumentos principales.
Con el adagio volvemos a la tónica. Es el movimiento que podemos referir a las "divinas larguras" de Schubert o más cercanamente Bruckner. De una gran amplitud, juega sobre todo sobre las cuerdas, contrariamente a las dos primeras partes. Se termina por un tutti, introduciendo el último movimiento vocal.
El texto del lied, cantado por una voz de soprano, enuncia los placeres gastronómicos del cielo. La orquesta termina por borrarse después de haber reanudado los temas campesinos del primer movimiento. Quizás el significado de la sinfonía sea el de que 50 minutos de sinfonía de los mortales no son nada al lado de dos minutos de sinfonía de los ángeles, por lo cual, la tonalidad principal de la sinfonía es de sol mayor, a excepción de la coda del final que está en mi mayor (la tonalidad del paraíso para Mahler). Asimismo explica por qué casi toda la sinfonía es alegre y desenfadada mientras que la coda es tranquila y serena.
Sus tonalidades son muy raras, empezando porque la música empieza con staccatos de la orquesta en un aparente si menor. El clarinete lleva posteriormente la tonalidad a sol mayor. Pero, ahí no queda todo. El segundo movimiento empieza en Sol menor para acabar en Do Mayor. El tercer movimiento empieza en Sol mayor, y de repente surge un corte, y un brusco cambio de tonalidad, Mi Mayor, tonalidad en la que acaba la obra. En ese sentido, es la única sinfonía de Mahler que va de más a menos, además de no presentar un claro desarrollo romántico. Sin embargo la pieza es toda una incógnita, ya que el cómo se van a desembarcar sus armonías son todo un misterio, y es un preludio a la música del siglo XX.

### I.Bedächtig, nicht eilen(Prudente, sin acelerar)
El primer movimiento está en gran parte en la forma de sonata clásica, con la que hay una ruptura irónica parcial. Un motivo de flauta sobre un fondo rítmico y palpitante de las campanas continúa con el tema principal de las cuerdas, similar a una danza. Al principio parece alegre y canta despreocupado. Hacia el final, aparece en los instrumentos de viento un motivo que recuerda a la canción infantil Esta tanzt ein Bi-Ba-Butzemann. Mahler, que encontró infantil la canción Das Heavenly Life en la que se basa el final, permitió repetidamente que este estilo fluyera en la obra. Poco después, las cuerdas entonan el segundo tema en un estado de ánimo solemne y ya apunta al 3.er movimiento. Un tercer tema, que aparece de repente, tiene nuevamente una estructura similar a la de una danza y solo debe considerarse como una ocurrencia tardía, ya que conduce directamente a la repetición del tema principal. Después de esto, reaparece el motivo de apertura, después de lo cual, sin embargo, primero el solo de violín, luego la trompa y la flauta también exponen fragmentos de motivos. Esta parte corresponde al inicio de la implementación en la forma clásica. Los acordes se vuelven cada vez más confusos y caóticos, ya que confluyen los más variados temas y alusiones a nuevos motivos. Únicamente el tema principal, que se repite de manera ligeramente diferente, aporta una estructura de ordenación, que corresponde al comienzo de la recapitulación. Según los estándares de Mahler, esto resulta inusualmente regular. El movimiento se desvanece con una elaboración lenta del tema principal. La acción solo se acelera poco antes del final y se extingue con algunos acordes cautelosamente optimistas de toda la orquesta.

### II.In gemächlicher Bewegung, ohne Hast(Cómodamente impulsivo, sin prisa)
El segundo movimiento de la sinfonía es un scherzo espeluznante. El violín solista representa una encarnación cruda de la muerte fantasmal encarnada. Mahler pone música a esto con una forma de humor grotesco e irónico, que se basa en Jean Paul. La trompa comienza con un motivo de acompañamiento en el que el violín solista despliega una melodía inquietante y distorsionada. Esta música se opone a la alegría infantil, que Mahler contrasta, por ejemplo, con el texto de la canción en la que se basa el final. El primer trío representa un Ländler corto, que, sin embargo, no puede convertirse en la antítesis pacífica del canto espeluznante del violín debido al acompañamiento inquieto. Mecánicamente, la melodía constante del solo de violín comienza de nuevo después del motivo de la trompa y determina el curso posterior del scherzo. El segundo trío solo puede comenzar con una drástica fanfarria de trompetas. En este, se desarrolla un vals de una manera extremadamente sobria, que es interrumpido por los sonidos amenazantes de los bajos. Un acorde de arpa brillante, sin embargo, puede prolongar el idilio por un breve momento antes de que el motivo de apertura suene suavemente y traiga de vuelta la canción del violín solista. Sin embargo, esta ahora se desarrolla en los acordes de las madera que lo acompañan y ya no es tan inquietante como al principio. El scherzo termina con tonos sobrios de los instrumentos de madera, dejando un ambiente incierto. En este scherzo, Mahler colocó lo perturbador junto a lo bello, haciendo impresionantemente audible la ambigüedad del curso roto del mundo y el idilio.

### III.Ruhevoll, poco adagio(Tranquilo,poco adagio)
De manera similar a la Sinfonía n.º 9 de Beethoven, el Adagio es una serie de variaciones dobles. Yuxtapone un estado de ánimo solemne y conmovedor con los abismos amenazantes de la música. Algunas tensiones nunca se resuelven, ejemplificando así sentimientos post-románticos. Varias veces se da la apariencia de un colapso total, pero esto es evitado por un avance explosivo, que equivale a vislumbrar la visión del cielo. El movimiento comienza con el tema principal solemne y lírico de las cuerdas. Los contrabajos acompañan a las otras cuerdas con pizzicati. El canto fluido y conmovedor continúa, finalmente se unen los instrumentos de madera. El canto se desvanece lentamente hacia los sonidos profundos del arpa y se entona un motivo lastimero del oboe. Se despliega y, con la ayuda de las cuerdas que lo acompañan y un motivo descendente en los metales, crea un drama profundo y a veces insondable. Finalmente, la acción aumenta con acordes de tutti de la orquesta y llega a un clímax, que lleva a una breve parada. Un motivo de violonchelo, corto y amenazador, da la impresión de una desesperanza resignada. Los pizzicati del principio, ahora retomados por las maderas, aportan nuevo movimiento. Sigue una variación alegre y conmovedora del tema principal. Voces de acompañamiento rápidas del oboe y el clarinete decoran el canto ligeramente acelerado de las cuerdas. El curso posterior también está determinado por los instrumentos de madera, que conducen a la variación de la segunda parte. En el medio, un amenazante ritmo de tutti de la orquesta estalla y hace que los eventos musicales vuelvan a caer en un estado de perdición. En muy poco tiempo surgen aquí las mayores tensiones, que difícilmente podrán ser resueltas. Reaparece el sombrío motivo del violonchelo. Después de haber cambiado brevemente entre mayor y menor, la canción optimista del tema principal puede establecerse con moderación. Esto se complementa con otros elementos ornamentales, como los acordes erráticos que acompañan a las cuerdas. Después de un fragmento de melodía similar a una canción folclórica que parece completamente exagerada, el estado de ánimo solemne del comienzo vuelve a establecerse. De manera bastante inesperada, un tutti orquestal en mi mayor irrumpe en el estado de ánimo tranquilo en sol mayor, en el que las trompetas y los cornos citan el tema principal del primer movimiento. Solo entonces la música vuelve al estado de ánimo solemne de sol mayor y el movimiento se desvanece en piano. Este movimiento es quizás el más logrado adagio compuesto por Mahler.

### IV.Sehr behaglich(Muy cómodo)
El cuarto movimiento, en cuatro estrofas y una coda, pone música al texto del poema "Der Himmel hangs voll Geigen" ("La vida celestial") de Des Knaben Wunderhorn, que Mahler había alterado ligeramente. El movimiento se abre con un preludio orquestal con el tema de la melodía de aspecto infantilmente ingenuo, mientras Mahler interpreta el texto como una visión aparentemente ingenua del paraíso. El motivo de apertura del primer movimiento se cita entre las estrofas. Sin embargo, aparece en una forma tormentosa y conmovedora, que es lo opuesto a los finales estróficos sagrados. En la segunda estrofa, Mahler también incorpora este estilo dramático de empuje hacia adelante en el acompañamiento orquestal. Entre la tercera y la cuarta estrofa sigue un interludio pastoral más largo. La última estrofa se debe recitar entonces "muy tierna y misteriosamente hasta el final". La resurrección temática de los muertos se presenta como un misterio y parece misteriosa en lugar de poderosa. El final crepuscular y sofocante desvanece la visión del paraíso. Las últimas palabras de la cuarta estrofa ("No hay música en la tierra") se repiten antes de que la música se apague.

## Letra

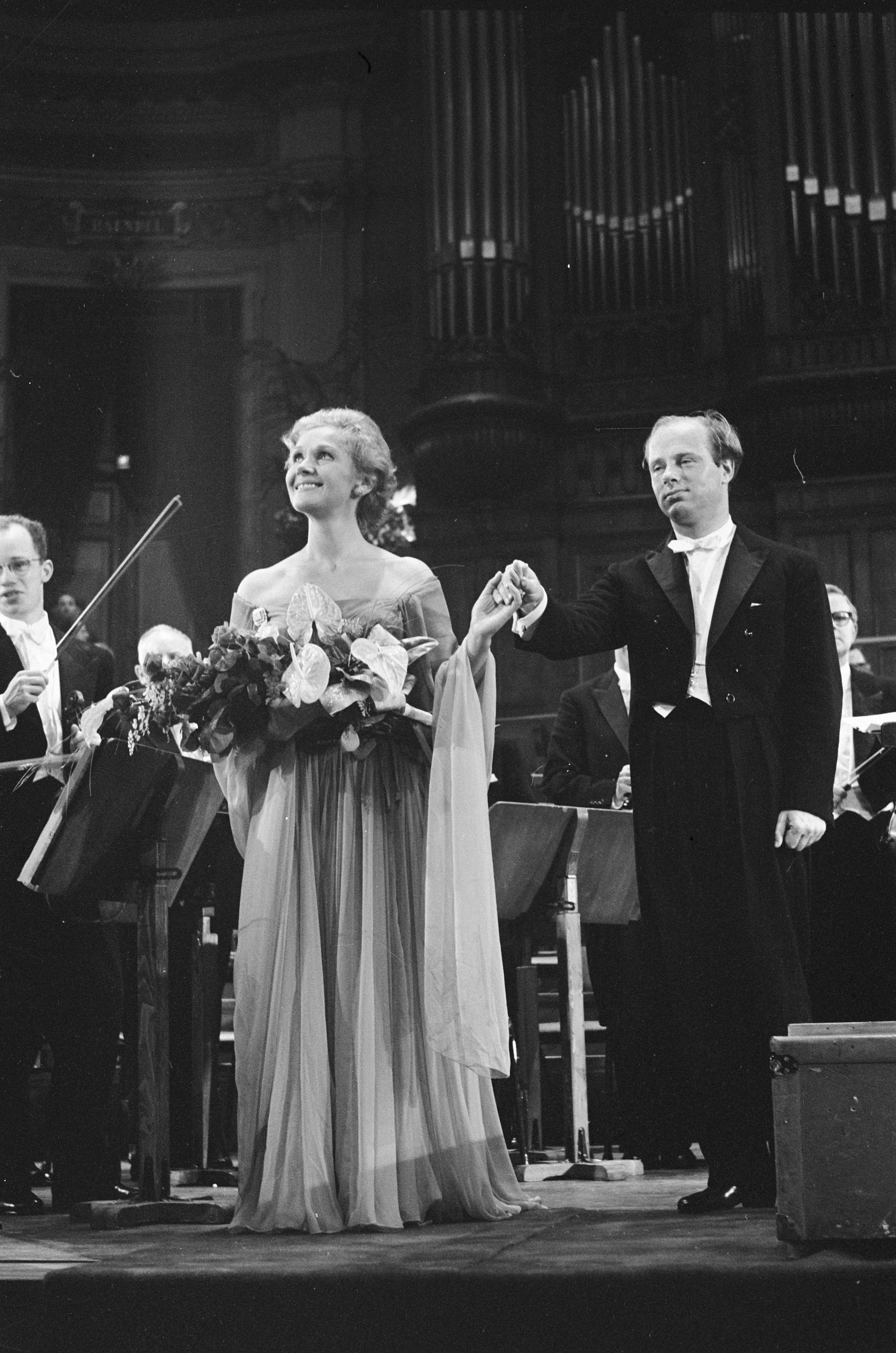
Schwartzkopf y Bernard Haitink, 1961. Grandes intérpretes de esta Sinfonía

El último movimiento es un lied, una canción de júbilo, cantada por una soprano.
| Alemán | Español |
| --- | --- |
| Das himmlische Leben (aus "Des Knaben Wunderhorn") Wir genießen die himmlischen Freuden, D'rum tun wir das Irdische meiden. Kein weltlich' Getümmel Hört man nicht im Himmel! Lebt alles in sanftester Ruh'. Wir führen ein englisches Leben, Sind dennoch ganz lustig daneben. Wir tanzen und springen, Wir hüpfen und singen, Sankt Peter im Himmel sieht zu. Johannes das Lämmlein auslasset, Der Metzger Herodes d'rauf passet, Wir führen ein geduldig's, Unschuldig's, geduldig's, Ein liebliches Lämmlein zu Tod! Sankt Lukas den Ochsen tät schlachten Ohn' einig's Bedenken und Achten, Der Wein kost' kein Heller Im himmlischen Keller, Die Englein, die backen das Brot. Gut' Kräuter von allerhand Arten, Die wachsen im himmlischen Garten, Gut Spargel, Fisolen Und was wir nur wollen! Ganze Schüsseln voll sind uns bereit! Gut' Äpfel, gut' Birn' und gut' Trauben; Die Gärtner, die alles erlauben. Willst Rehbock, willst Hasen, Auf offener Straßen Sie laufen herbei! Sollt' ein Fasttag etwa kommen, Alle Fische gleich mit Freuden angeschwommen! Dort läuft schon Sanct Peter Mit Netz und mit Köder Zum himmlischen Weiher hinein, Sanct Martha die Köchin muß sein. Kein' Musik ist ja nicht auf Erden. Die unsrer verglichen kann werden, Elftausend Jungfrauen Zu tanzen sich trauen. Sankt Ursula selbst dazu lacht. Kein' Musik ist ja nicht auf Erden, Die unsrer verglichen kann werden. Cäcilia mit ihren Verwandten, Sind treffliche Hofmusikanten. Die englischen Stimmen Ermuntern die Sinnen, Daß alles fur Freuden erwacht. | Vida celestial (De El cuerno mágico del niño) Disfrutamos los placeres celestiales y evitamos los terrenales. ¡Ningún tumulto mundano alcanza a oírse en el Cielo! ¡Todo vive en la paz más dulce! ¡Llevamos una vida angelical! No obstante, somos muy alegres: bailamos y brincamos, ¡brincamos y cantamos! Entretanto, ¡San Pedro está en el Cielo! San Juan ha permitido a su pequeño cordero ¡ir al encuentro del carnicero Herodes! Conducimos a una víctima, a una inocente víctima ¡al pequeño cordero a la muerte! San Lucas sacrifica los bueyes sin prestarles pensamiento o atención. El vino no cuesta un penique en la bodega del Cielo y los ángeles, cuecen el pan. Sabrosas verduras, de todo tipo, ¡crecen en el jardín de Cielo! Suculentos espárragos, frijoles, ¡y cualquier cosa que deseemos! ¡Generosas fuentes están a nuestra disposición! ¡Jugosas manzanas, peras y uvas! ¡El Jardinero nos lo permite todo! ¿Te gustaría un ciervo, te gustaría una liebre? Por las despejadas llanuras, ¡ellos caminan a tu lado! Si algún día lo necesitaras, ¡todos los peces nadarían alegres junto a ti! Allí, San Pedro camina, con sus redes y cebo, al estanque celestial. ¡Santa Marta debe ser la cocinera! Ninguna música terrenal puede compararse a la nuestra. ¡Once mil doncellas se atreven a bailar! ¡Incluso la propia Santa Úrsula está riéndose! Ninguna música terrenal puede compararse a la nuestra. Cecilia y todos sus parientes ¡forman un espléndido conjunto musical! Las voces angélicas despierten los sentidos para que todo renazca con la alegría. |

## Discografía selecta

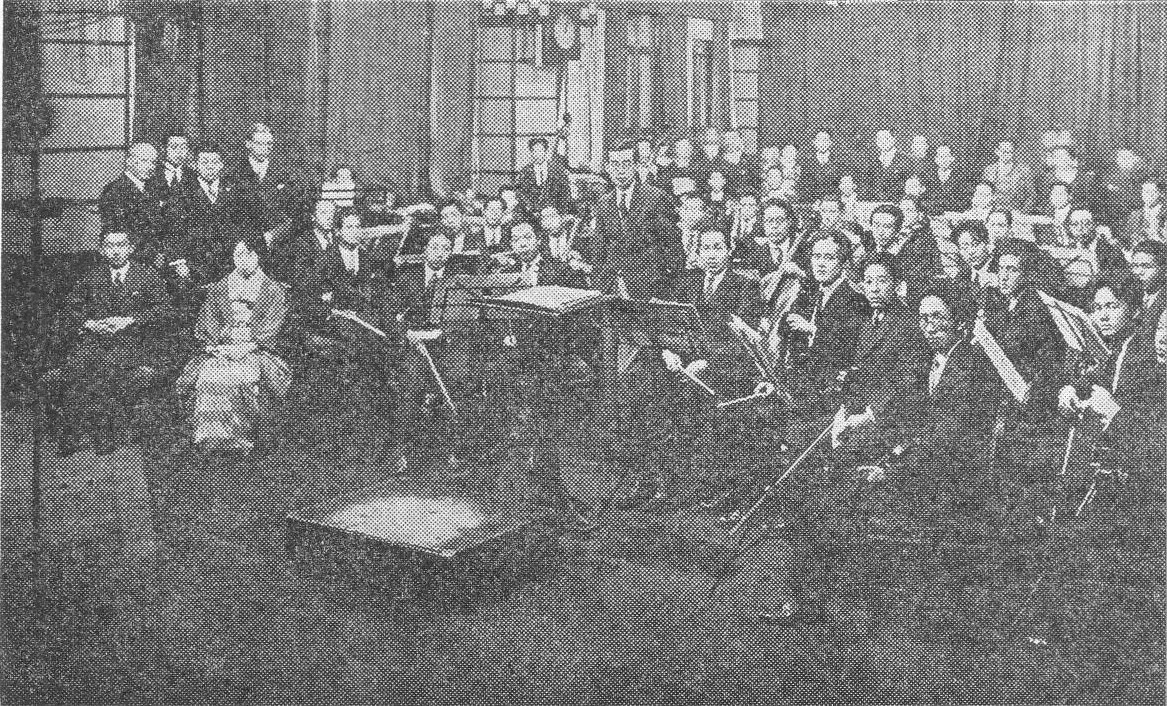
Primera grabación de la sinfonía en 1930 dirigida por Hidemaro Konoye.

Tradicionalmente, la cuarta ha sido una de las sinfonías de Mahler más frecuentemente interpretadas, y disfruta de una discografía que supera las 180 referencias. A continuación se listan algunas de las grabaciones más reconocidas:
- 1930 – Hidemaro Konoye,[12] Eiko Kitazawa, New Symphony Orchestra of Tokyo (Parlophone Japón).
- 1939 – Willem Mengelberg, Joe Vicent, Orquesta Real del Concertgebouw (Philips).
- 1945 – Bruno Walter, Desi Halban, Filarmónica de Nueva York (Sony Classical).
- 1957 – Paul Kletzki, Emily Loose, Orquesta Philharmonia (EMI).
- 1960 – Leonard Bernstein, Reri Grist, Filarmónica de Nueva York (Sony).
- 1961 – Georg Solti, Sylvia Stahlman, Orquesta Real del Concertgebouw (Decca).
- 1961 – Otto Klemperer, Elisabeth Schwarzkopf, Orquesta Philharmonia (EMI).
- 1965 – George Szell, Judith Raskin, Orquesta de Cleveland (Sony).
- 1967 – John Barbiroli, Heather Harper, Orquesta Sinfónica de la BBC (BBC Legend).
- 1967 – Bernard Haitink, Elly Ameling, Orquesta Real del Concertgebouw (Philips).
- 1968 – Rafael Kubelík, Elsie Morrison, Sinfónica de la Radio de Baviera (DG).
- 1972 – Leonard Bernstein, Edith Mathis, Filarmónica de Viena (DG DVD).
- 1977 – Claudio Abbado, Frederica von Stade, Filarmónica de Viena (DG).
- 1979 – Herbert von Karajan, Edith Mathis, Filarmónica de Berlín (DG).
- 1982 – Klaus Tennstedt, Lucia Popp, Filarmónica de Londres (EMI).
- 1983 – Lorin Maazel, Kathleen Battle, Filarmónica de Viena (Sony).
- 1983 – Georg Solti, Kiri Te Kanawa, Sinfónica de Chicago (Decca).
- 1991 – Bernard Haitink, Sylvia McNair, Filarmónica de Berlín (Philips DVD).
- 1991 – Giuseppe Sinopoli, Edita Gruberová, Orquesta Philharmonia (DG).
- 1998 – Pierre Boulez, Juliane Banse, Orquesta de Cleveland (DG).
- 2009 – Claudio Abbado, Magdalena Kožená, Orquesta del Festival de Lucerna (Euroarts DVD).